# Vincent Montabonel
Vincent Montabonel, né le 29 mars 1977 à Tournon-sur-Rhône, est un rameur d'aviron français.
Il est médaillé d'or en deux sans barreur poids légers aux Championnats du monde d'aviron 1998.